# Iphigénie (sainte)
Pour les articles homonymes, voir Iphigénie (homonymie).
Iphigénie d'Éthiopie ou Iphigénie est une sainte du Ier siècle dont la vie est principalement relatée dans La Légende dorée de Jacques de Voragine. Selon la Tradition chrétienne, c'est saint Matthieu l'apôtre et l'évangéliste, qui la rencontra tandis qu'il répandait l'Évangile en Nubie et en Éthiopie. Convertie au christianisme, elle est la première de la région à se consacrer au Christ comme vierge et moniale, et à devenir abbesse d'un couvent de plus de deux cents femmes.  

## Récit

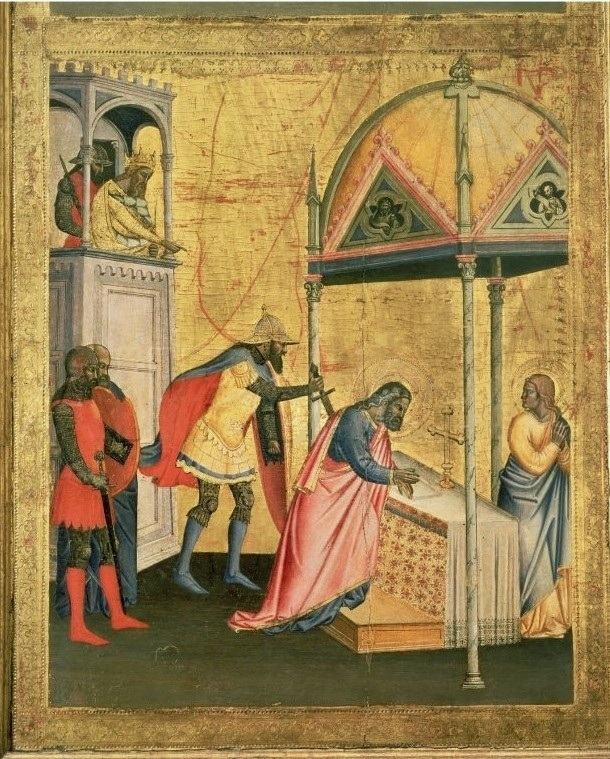
Le martyre de saint Matthieu avec sainte Iphigénie à sa droite, retable de Saint Matthieu de Jacopo di Cione (v. 1370), musée des Offices, Florence, Italie.

Iphigénie est la fille d'Egippus, roi de Nubie ou d'Éthiopie. Comme lui, sa mère et son frère, elle est devenue chrétienne par sa rencontre avec saint Matthieu qui établit l'église locale et un couvent dont il lui confia la charge. Lorsque son oncle Hirtacus succéda à son père sur le trône, il incita l'apôtre à convaincre Iphigénie de l'épouser. Matthieu l'invita à venir assister au culte le dimanche suivant. Durant le prêche, il exposa le fait qu'étant devenue chrétienne et qui plus est moniale du couvent, Iphigénie était déjà mariée et uniquement au Roi éternel. En réponse à ce qu'il prit pour un affront, le roi envoya un de ses soldats pour le tuer et il le poignarda dans le dos durant un autre office, puis il tenta de mettre le feu au couvent d'Iphigénie. Mais Matthieu apparut alors et retourna les flammes contre le palais royal. Tandis que le fils d'Hirtacus se rendit sur la tombe du martyr pour tenter d'expier la faute de son père, celui-ci contracta la lèpre avant de finir par se suicider avec son épée. Le peuple choisit alors le frère d'Iphigénie comme roi qui régna 70 ans en contribuant à l'établissement d'autres églises dans tout le royaume.

## fête
Iphigénie est fêtée le 21 septembre par l'Église catholique, le même jour que saint Matthieu, et le 16 novembre par l'Église orthodoxe orientale.

## Mémoire
En dehors de la La Légende dorée, sainte Éphigénie est également répertoriée dans l'hagiographie de l'évêque vénitien Pietro de' Natali (mort vers 1406) aux côtés de l’eunuque de la reine de Nubie Candace que l’apôtre Philippe baptisa (cf. Ac 8,27-39). 
Ensuite, elle apparaît dans l'édition de 1586 du Martyrologe romain du cardinal Cesare Baronio. 
Les Bollandistes ont inclus une entrée pour sainte Iphigénie dans leurs Acta Sanctorum du 21 septembre. Elle est aussi répertoriée dans une collection de saints de 1869 dérivée des Bollandistes en langue allemande. 

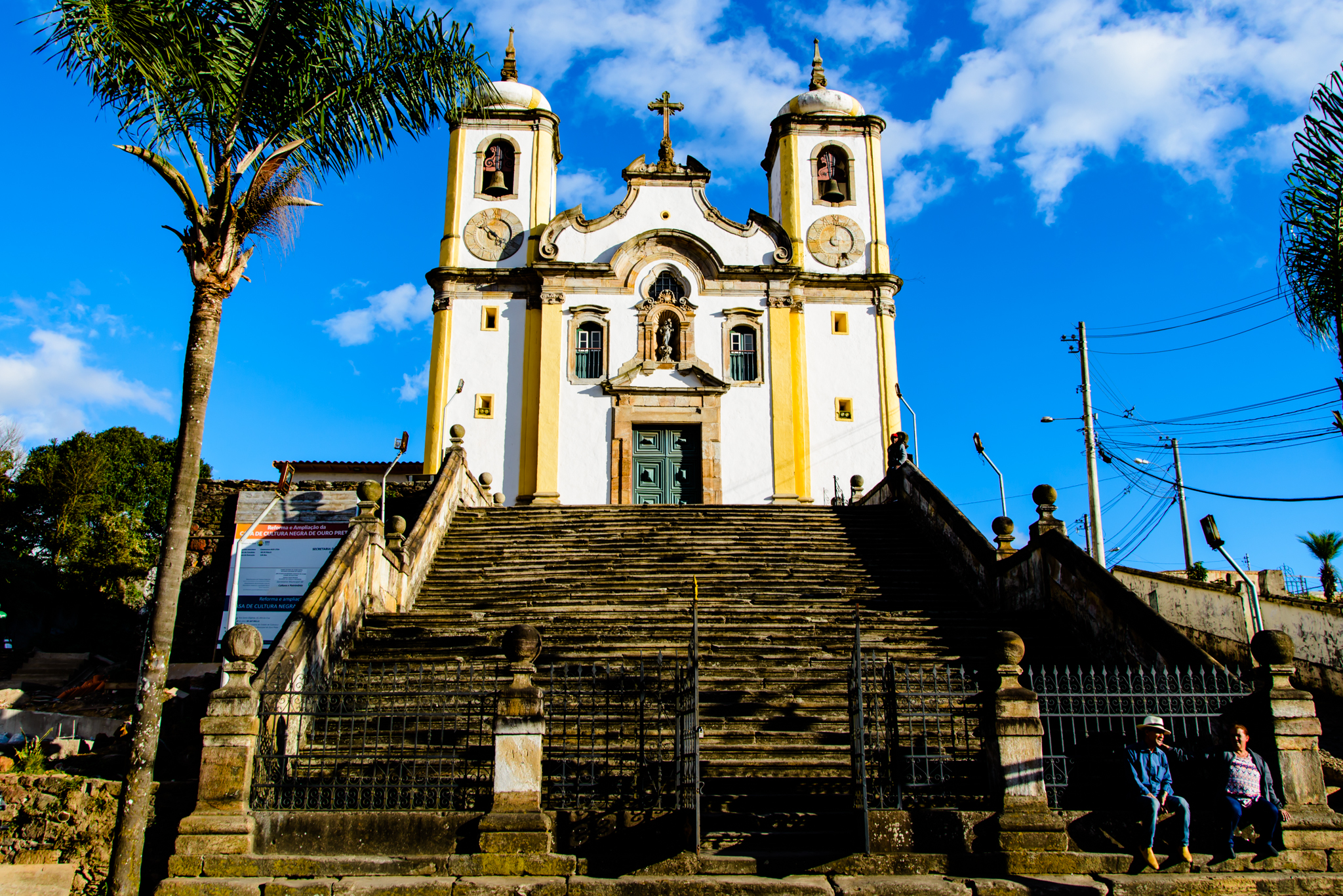
L'église Sainte-Iphigénie à Ouro Preto, Minas Gerais, Brésil. Dans cette ville est fêté le Congado lié à la sainte.

José Pereira de Santana (né à Rio en 1696) publia à Lisbonne une hagiographie de sainte Iphigénie datée de 1738 qui indique qu'elle devait être noire de peau. 
Le missionnaire jésuite et auteur autrichien Franz Xaver Weninger l'a incluse dans sa Vie des saints (1876), inscrite avec la vie de saint Matthieu le 21 septembre.  
Son inscription dans le Martyrologe romain indique : « En Éthiopie, sainte Iphigénie, vierge, qui fut baptisée et consacrée à Dieu par le bienheureux apôtre Matthieu, termina sa sainte vie en paix ».   
Le professeur Roberto Sánchez dans son article La Vierge Noire : sainte Iphigénie, religion populaire et diaspora africaine au Pérou la relate.

## Crédit d'auteurs
- (en) Cet article est partiellement ou en totalité issu de l’article de Wikipédia en anglais intitulé « Ephigenia » (voir la liste des auteurs).